# Melanostomias melanops
Melanostomias melanops és una espècie de peix de la família dels estòmids i de l'ordre dels estomiformes.

## Morfologia
- Els mascles poden assolir 26 cm de longitud total.[4][5]

## Hàbitat
És un peix marí i d'aigües profundes que viu entre 350-1.024 m de fondària.

## Distribució geogràfica
Es troba a l'Atlàntic nord (entre 35°N-8°N, el Golf de Mèxic i el Carib), l'Atlàntic sud-occidental (entre 10°S i 30°S), l'Índic i el Pacífic.